# Batman (település)
Batman Törökország délkeleti részént található Batman tartomány székhelye, az azonos nevű körzet központja. Kurd neve Êlih vagy Iluh. A várostól nem messze folyik a Batman folyó.
A körzet népessége 2008-ban 324 402, a városé 298 342 fő volt.

## Gazdasága
A tartomány fontos olajlelőhely, a városban található Törökország legrégibb olajfinomítója, melyet 1955-ben alapítottak. 494 km hosszú olajvezeték vezet a városból Iskenderunba. A közeli Kurtalanban található vasútállomás összeköti a várost Isztambullal. Batman közelében található még egy regionális reptér is.

## Történelme
Az 1950-es évekig Batman egy kis, nagyrészt kurd lakosságú falu volt. Történetéről csak legendák maradtak fenn. Amikor az olajfinomítót megalapították, Batman területileg és népesség tekintetében is növekedni kezdett, török nemzetiségű munkások és hivatalnokok betelepedésével. Jelenleg a város munkanélküliséggel küszködik.
2006. március 30-án, miközben Törökország kurdok lakta régióiban zavargások folytak, a török biztonsági erők egy batmani civil épület átkutatása során lelőttek egy kisfiút.